# Otto Liebmann
Otto Liebmann (nome completo: Friedrich Ernst Otto Liebmann; Löwenberger Land, 25 febbraio 1840 – Jena, 14 gennaio 1912) è stato un filosofo tedesco.

## Biografia

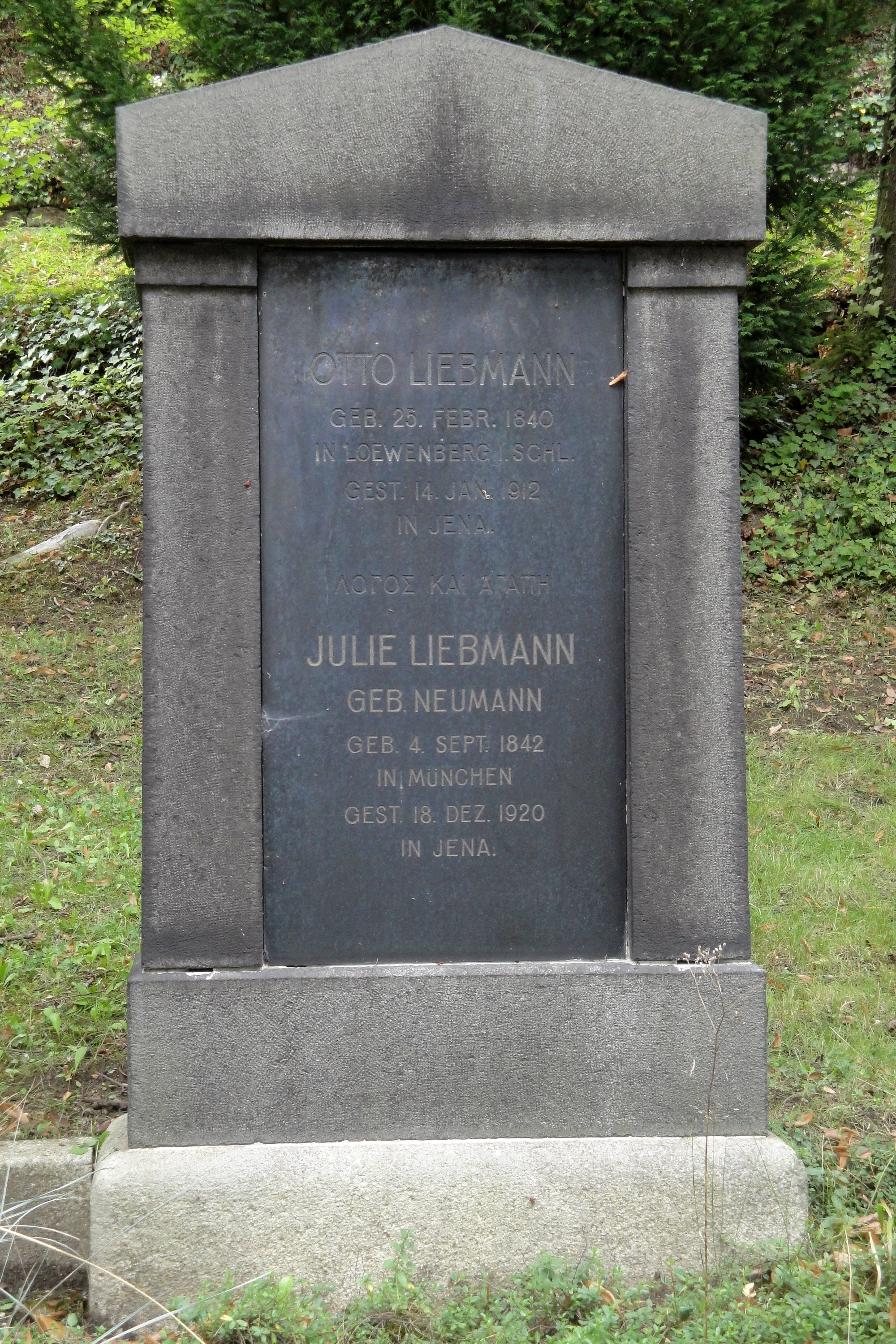
Tomba di Otto Liebmann

Otto era il figlio del politico Wilhelm Otto Liebmann e di sua moglie Bertha Rosalie Wach. Frequentò la Landesschule Pforta di Berlino e la scuola di Halle. Dal 1859 completò e perfezionò i suoi studi all'Università di Jena, all'Università di Lipsia e all'Università di Wittenberg. Nel 1864 conseguì il dottorato in filosofia ad Halle con il trattato De Philosophandi Methodo Commentatio Germanice et Latine conscripta e venne abilitato nel 1866 all'Università di Tubinga. Nel 1870/71 partecipò come volontario alla guerra franco-prussiana, ricevendo poi la medaglia commemorativa di guerra per le sue attività militari. Tornato alla vita civile, fu professore associato dal 1872 e divenne professore ordinario di filosofia all'Università Kaiser Wilhelm di Strasburgo nel 1878. Nel semestre invernale del 1882/83 ricoprì lo stesso incarico all'Università di Jena, dove divenne direttore del seminario filosofico. A Jena fu rettore della Salana nel semestre invernale del 1889, fu nominato consigliere privato di Sassonia-Weimar-Eisenach e scrisse numerosi articoli sull'Allgemeine Deutsche Biographie. Fu anche commendatore dell'Ordine Sassone-Ducale del Falco Bianco e Cavaliere di Prima Classe dell'Ordine Ducale della Casa Ernestica Sassone. Fu uno dei fondatori del neokantismo. In Kant und die Epigonen (Kant e gli Epigoni) difese la filosofia di Kant contro quella dei suoi successori, terminando ogni suo capitolo con la frase Zurück zu Kant! ("Bisogna ritornare a Kant!"). In particolare, l'opera esamina criticamente la filosofia di Johann Gottlieb Fichte, di Friedrich Schelling, di Hegel, di Jakob Friedrich Fries, di Herbart e di Schopenhauer.
Morì nel 1912 e fu sepolto nel Cimitero Nord di Jena.

## Vita privata
Con sua moglie Julie Christine Neumann ebbe due figli, Heinrich e Hedwig.

## Pensiero
Precursore del neokantismo, fu uno dei rappresentanti più influenti di questo movimento. Nel suo libro più noto, Kant und die Epigonen, si occupa della filosofia postkantiana in maniera critica. Ostile alle interpretazioni idealistiche dei grandi postkantiani, infatti, difende l’esigenza di tornare al nucleo più importante del pensiero di Kant, da lui individuato nell’"idealismo trascendentale". Di Kant, tuttavia, Liebmann criticò il ricorso alla nozione di "cosa in sé" e la riduzione dei dati sensibili ad "apparenze", e cercò di costruire una "metafisica critica" fondata sull’esperienza. Si concentra poi su quelle che vede come le carenze negli approcci dei successori del grande filosofo tedesco. Spesso conclude un capitolo affermando che si dovrebbe tornare a Kant. Il lavoro di Liebmann influenzò anche il suo collega di Jena Gottlob Frege.

## Opere (selezione)
- Kant und die Epigonen (1865)
- Über den individuellen Beweis für die Freiheit des Willen (1866)
- Über den objektiven Anblick Wiesbaden (1869)
- Vier Monate vor Paris 1870-1871: Belagerungstagebuch eines Campagnen-Freiwilligen im K. pr. Garde-Füsilier-Regiment (1871)
- Zur Analysis der Wirklichkeit (1876)
- Gedanken und Tatsachen (1882–1904, due volumi)
- Über philosophische Tradition (1883)
- Die Klimax der Theorien (1884)
- Psychologische Aphorismen (1892)
- Weltwanderung (1899)
- Immanuel Kant (1904)
- In Schillers Garten (1905)